# 遺傳性血管水腫
遗传性血管水肿( hereditary angioedema，HAE ) 會導致病人反覆嚴重水腫。 最常影响手臂、腿部、面部、肠道和呼吸道。 犯及消化道時病人可能会出现腹痛和呕吐。呼吸道水腫可阻塞呼吸道导致病人呼吸困难。 如果没有预防性治疗，发作常為两周一次并持续几天。  
HAE 主要分为三类。  I 型和 II 型是由SERPING1基因突变引起的（该基因产生補體 C1 抑制蛋白），而 III 型通常是由于F12 （因子 XII）基因的突变導致缓激肽水平增加而促进肿胀。 本症可能是體染色体显性遗传，也可能是由於新的突变造成。 诱發因子可能包括轻微的创伤或压力，但發作前通常没有任何明显的誘發因子。  I 型和 II 型的诊断是由檢驗補體C4和 C1 抑制剂的濃度得知。  HAE 的盛行率大約為 50,000 人中有一位患者。 通常在儿童时期被發現。  I 型和 II 型在女性和男性的盛行率相同， 而 III 型以女性病人較多。 如果影響到呼吸道，未经治疗的死亡风险约为 25%。 適當治疗的預後通常不錯。  1888 年，加拿大医生威廉·奥斯勒首次描述了这种情况。 
HAE 的治療包括预防與发作时的治疗。 在发作期间需要支持性治療，例如静脉输液和維持呼吸道。  可使用C1抑制剂药物预防和治疗，而ecallantide和icatibant可用于治疗急性发作。 

## 病徵與症状
遗传性血管性水肿病人的四肢、生殖器、面部、嘴唇、喉部或胃肠道会反复肿胀。有些病人主訴在患部有腫脹感，但無疼痛或瘙痒，不過腹部肿胀的病人常有急性腹痛。有些病人訴有剧烈疼痛，从骨骼向外辐射，伴有皮下剧烈瘙痒和强烈的热感。
喉咙或咽部周围肿胀如果阻塞呼吸道，会导致呼吸困难，也是此症病人死亡的一大原因。犯及胃肠道会导致许多并发症，包括嚴重腹瀉导致致命的脱水（取决于发作的时间长短）。胃肠道肿胀的症状包括剧烈呕吐、腹痛、脱水和极度疲劳。
一些患者的患部會四處遊走。此類發作是以肢体为中心。例如：如果患者的手肿胀，會有一般的肿胀發作，然后“转移”到鄰近肢体（以此例而言，是手腕到前臂）或「轉移」到另一只手。這類患者的发作持续时间可能更长，也更難發現触发因素。

## 遺傳學
本症為體染色体显性遗传，遺傳上没有性别差异。  
個體的两个 C1-INH 基因之一发生突变即可引起疾病。  

## 诊断
Template:Complement test comparisons
疾病表現變異甚大，診斷困難。即便是同一位病人的一生中，病程也可能多變化且難以預期。本病的表现可能与由过敏或其他疾病引起的其他形式的血管性水肿相似，但在病因和治疗上却有很大不同。当 HAE 被误诊为过敏时，常使用类固醇和肾上腺素进行治疗，但这些药物对治疗 HAE 发作常常无效。误诊也可能使腹部肿胀患者接受不必要的探查手术。也有 HAE 患者的腹痛被誤診為身心症導致疼痛。
HAE 仅占所有血管水肿病例的一小部分。但由於上呼吸道阻塞後果嚴重，以及為了避免不必要的腹部手术，正確的診斷是很重要的。 
如果患者出现以下情况，鑑別診斷應列入 HAE：
- 复发性血管性水肿（无荨麻疹）
- 反复发作的腹痛和呕吐
- 喉头水肿
- 血管性水肿阳性家族史[11] [12]

最好在发作期间进行验血，可用于诊断病情。須測量的有血清的补体因子 4 (C4)、C1 抑制剂 (C1-INH) 抗原蛋白、C1 抑制剂 (C1-INH) 功能水平（如果有）。檢查补体 C1 抑制剂濃度對於診斷是有幫助的。 C4和C2是互补成分。

### 类型
C1 抑制剂缺乏症分为三型： 
- HAE I 型主要是由於血中缺乏 C1 酯酶抑制剂（C1 esterase inhibitor，功能為抑制补体系统活化）。補體系統過度活化導致發炎性过敏毒素的产生，影响血管內與組織間隙的体液平衡。此缺陷是大约 80-85% 病例的原因。
- HAE II 型較為少見，占病例的 15-20%。这种类型的病人體內製造的是有問題的 C1 抑制剂，其抑制补体系统活化的效果較差，於是与 HAE  I 型 一样，导致補體系統過度活化。
- HAE III 型很少见，最近才被發現。与 I 型和 II 型不同，这种形式似乎与 C1 抑制剂缺乏症无关。本型主要影响女性，似乎与暴露於雌激素以及激素替代疗法（例如口服避孕药）有關。致病機轉可能是激肽原酶（kininogenase）活性增加，导致缓激肽水平升高。其他 HAE III 型患者的基因 F12 （負責编码一种参与血液凝固的蛋白质）發生了突變。 [14] [15]基於 4 个受影响的德国家庭的基因检测结果，目前認為这种狀況導因於染色体 5q.35.2-q35.3 中的致病基因。 [16]

## 预防
病人不能接受ACE 抑制剂治疗，因为这些药物会导致缓激肽积聚，从而导致疾病发作。  

### 长期
每月至少发作一次，或有发生喉頭水肿高风险的病人，需要长期预防。基於幾個第三期臨床試驗，有些藥物獲得核准使用，包括欧洲核准使用的缓激肽受体拮抗剂（ icatibant ）、美國核准使用的激肽释放酶抑制剂（ ecallantide和lanadelumab ）、歐洲核准使用的重组 C1-INH 替代疗法（rhC1INH；conestat alfa）。传明酸已被证明是相对无效的治疗方法。达那唑的副作用，使得此藥現在主要用於治療而非長期預防。 对于需要长期预防的人来说，讓病人在家裡自己服藥，是讓病人維持正常生活品質的一環。
2018 年，美国食品和药物管理局批准了lanadelumab ，一种可注射的单克隆抗体，用于预防 12 岁以上患者的 HAE I 型和 II 型发作。 Lanadelumab抑制血浆酶激肽释放酶（kallikrein，可將缓激肽和Kallidin從其前趨物釋放出來）。  
Berotralstat 於2020年12月在美國獲得核准，用於12歲以上患者預防HAE發作。

### 短期
通常在手术或牙科治疗前要进行短期的預防。在德国使用C1 抑制剂浓缩物，在手术前 1-1.5 小时给予。如無 C1 抑制剂浓缩物，或僅准在紧急情况下（如喉头水肿）才能使用的国家，可給予高剂量雄激素治疗 5-7 天。

## 治療
急性期要儘速遏止水腫以挽救生命，特别是喉頭水腫得病人。在德国，大多数急性治疗是以靜脈注射萃取自捐贈血液的 C1 抑制剂浓缩物；然而，在大多数欧洲国家，C1 抑制剂浓缩物仅适用于某些特定病人。在没有 C1 抑制剂浓缩物的紧急情况下，可以使用新鲜冷冻血浆（FFP）作为替代，因为它也含有 C1 抑制剂。
其他治疗方式包括刺激 C1 抑制剂的合成，或减少 C1 抑制剂的消耗。自 1979 年以来，欧洲一直在使用取自人类血液的纯化 C1 抑制剂。美国食品和药物管理局现在核准几种 C1 抑制剂治疗方法，加拿大有两种 C1 抑制剂产品得到核准。 Berinert P（CSL Behring）经过巴氏消毒，于 2009 年被 FDA 批准用于急性发作。经纳米过滤的 Cinryze (ViroPharma) 于 2008 年被 FDA 批准用于预防。 Ruconest (Pharming) 是一种在美国和欧洲获得批准的重组 C1 抑制剂，因此沒有其它血液製品所帶有的傳染疾病风险。 
药物ecallantide抑制血浆激肽释放酶，于 2009 年被 美國FDA（但在欧洲未批准）核准用于急性发作。Icatibant抑制缓激肽B2 受体，在欧洲和美国获得核准使用。  在對於HAE的病人如有已知的誘發因子，未來應要避免這些因素。HAE對於抗组織胺、皮质类固醇或肾上腺素的治療反應不佳。
2023年2月6日，美国食品药品监督管理局（FDA）批准了武田药品工业株式会社关于TAKHZYRO®（Lanadelumab-flyo）扩大使用范围的补充生物制剂许可申请（sBLA），以预防2至12岁的儿童患者出现遗传性血管性水肿（HAE）。

## 预后
大约 25% 的受影响者在生命的前 20 年死亡，主要是由于缺乏治疗。 

## 流行病学
遺傳性血管性水肿的流行病学数据有限。在美国和加拿大，HAE 的发病率为 10,000-50,000 分之一。死亡率估计为 15-33%，主要由喉部水肿和窒息引起。 HAE 导致每年 15,000-30,000 次急诊就诊。  

## 社会与文化
许多国家都有 HAE 的病友協會，這些协会又組成非營利性全球组织 HAEi - C1 抑制剂缺乏症国际患者组织（ HAEi - International Patient Organization for C1-Inhibitor Deficiencies）。 
The Assistance Fund Inc. 是一家美国非营利组织，为治疗 HAE 的药物提供共同支付援助，服務對象為任何拥有保险的美国公民或登陆移民。
丽莎桑德斯曾在纽约时报专栏中描述了一个與避孕药有關的遗传性血管性水肿案例

## 研究
Pharming Group NV 于 2010 年 6 月 24 日宣布，欧洲药品管理局对 conestat alfa 採正面意见；conestat alfa（商品名 Ruconest）是用于治疗急性血管性水肿发作的 C1 抑制剂。 
Ecallantide是一种激肽释放酶的抑制剂，核准為 HAE 的孤儿药，第三期試驗效果正面果。 
Icatibant（商品名Firazyr）是一种选择性的缓激肽受体拮抗剂，在欧洲和美国得到核准，雖然最初的試驗效果模稜兩可，但在第三期試驗發現此藥有效。  Cinryze 後于 2008 年 10 月获得 FDA 核准。